# Кысъёган
Кысъёган (устар. Кыс-Ёган) — река в Нижневартовском районе Ханты-Мансийского АО России. Устье реки находится в 662 км по правому берегу реки Вах. Длина реки составляет 205 км, площадь водосборного бассейна 5600 км².

## Притоки
- 15 км: Леленъёган
- 39 км: Рыка
- 48 км: Нюрлики
- 68 км: Полька
- 124 км: Лёкос
- 136 км: Шаталькаигол
- 164 км: Сакальтяригол
- 166 км: Ай-Кысъёган
- 186 км: Эмторигол

## Данные водного реестра
По данным государственного водного реестра России относится к Верхнеобскому бассейновому округу, водохозяйственный участок реки — Вах, речной подбассейн реки — бассейн притоков (Верхней) Оби от Васюгана до Ваха. Речной бассейн реки — (Верхняя) Обь до впадения Иртыша.